# Bee Gees Massachusetts (EP2)

## Közreműködők
- Barry Gibb – ének, gitár
- Robin Gibb – ének
- Maurice Gibb – ének,  gitár, zongora, basszusgitár
- Vince Melouney – gitár
- Colin Petersen – dob

## A lemez dalai
- Massachusetts  (Barry, Robin és Maurice Gibb) (1967), mono 2:19, ének: Barry Gibb, Robin Gibb
- To Love Somebody (Barry és Robin Gibb) (1967), mono 3:00, ének: Barry Gibb
- Close Another Door (Barry és Robin és Maurice Gibb) (1967), mono 3:29, ének: Robin Gibb, Barry Gibb
- Spicks and Specks  (Barry Gibb) (1966), mono 2:52, ének: Barry Gibb